# استان یامپارائز
استان یامپارائز (به اسپانیایی: Provincia de Yamparáez) یکی از استان‌های بولیوی در بولیوی است که در شهرستان چوکیساکا واقع شده‌است. استان یامپارائز ۱٬۴۷۲ کیلومتر مربع مساحت و ۲۹٬۵۶۷ نفر جمعیت دارد.